# Drosophila pseudobocainensis
Drosophila pseudobocainensis är en tvåvingeart som beskrevs av Wheeler och Magalhaes 1962. Drosophila pseudobocainensis ingår i släktet Drosophila och familjen daggflugor.
Artens utbredningsområde är Costa Rica, El Salvador och Panama.